# Antoine Dorfeuille
Pour les articles homonymes, voir Dorfeuille.
Philippe-Antoine Dorfeuille est un comédien, dramaturge, puis un révolutionnaire français, né le 1er décembre 1754 à Étoges, et assassiné le 5 mai 1795 à Lyon.
Il fut président du Tribunal révolutionnaire, également nommé commission de justice populaire, siégeant à Roannes du 31 octobre 1793 au 1er décembre 1754 qui condamna cent-quatre citoyens à être guillotinés Place Bellecour à Lyon.
Antoine Dorfeuille a parfois été confondu, à tort, avec Pierre-Paul Gobet dit Dorfeuille (1745-1806), auteur et comédien,.

## Biographie

### Le comédien
Après de deux vaines tentatives d'entrer au Théâtre-Français, Dorfeuille se produit dans des salles de boulevard telles que les Variétés-Amusantes, puis mène carrière en province. En 1775, il appartient à la troupe du prince Charles de Lorraine. En 1777, il est le premier acteur de la compagnie de Gand, où il met en scène ses propres pièces. En 1779, il donne Le Protecteur ridicule puis reprend L'Illustre Voyageur à Maastricht. Puis il devient, en 1782, l'un des acteurs de la Comédie de Clermont-Ferrand. 

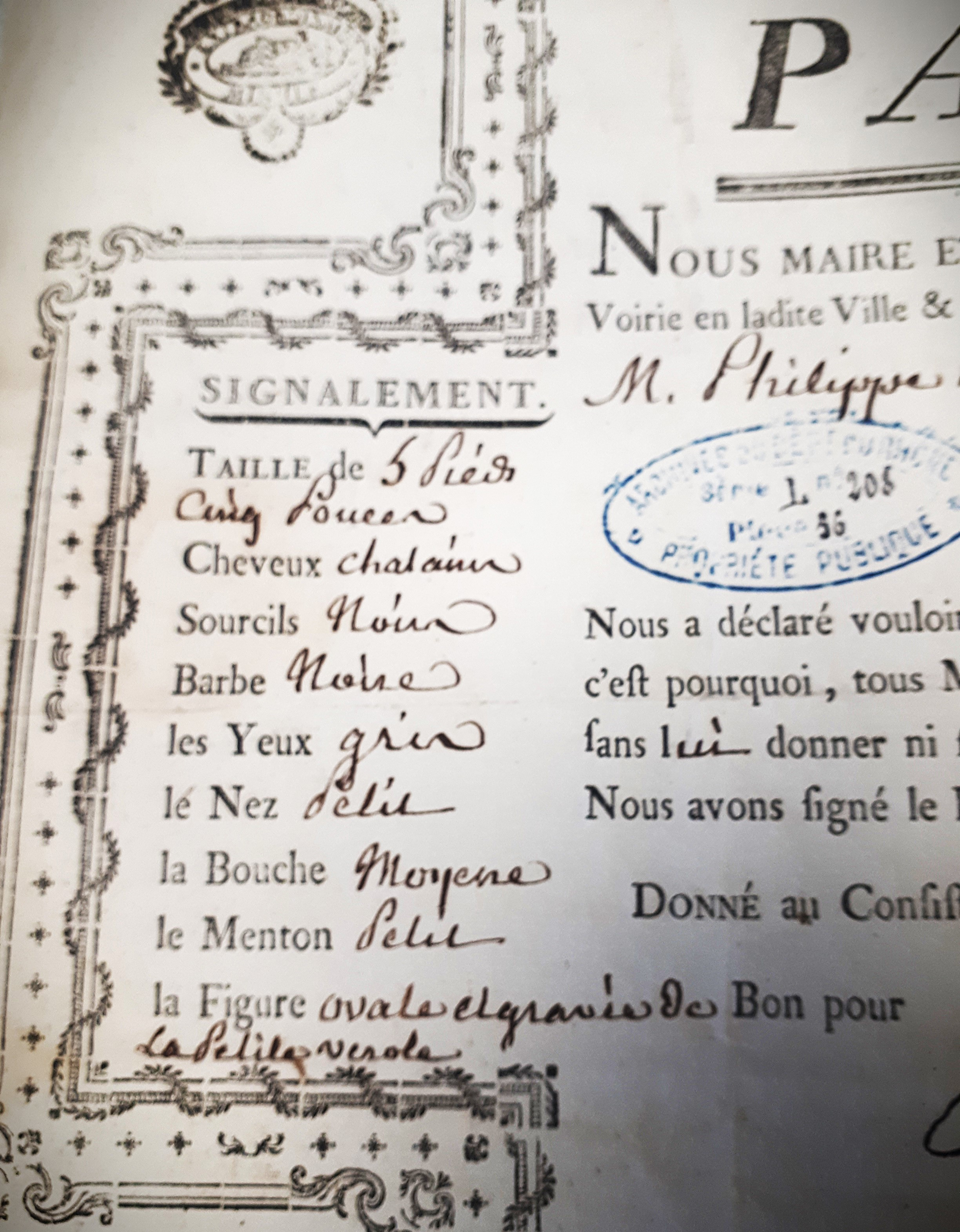
signalement de Philippe-Antoine Dorfeuille sur son passe-port

### Le révolutionnaire
En 1789, il s'enthousiasme pour la Révolution, multipliant textes et saynètes patriotiques. Missionnaire jacobin, il visite successivement les sociétés politiques de tout l'Ouest français (de la Bretagne au Pays basque) puis celles du Midi méditerranéen. Il met ses talents de comédien et d'auteur dramatique au service de son anticléricalisme, de son hostilité à l'aristocratie, de son exaltation des valeurs militaires des volontaires nationaux, donnant lecture de ses écrits (Miracle de la sainte omelette, La Lanterne magique patriotique ou le coup de grâce à l'aristocratie, Lettre d'un aristocrate à son maître, La Religion de Dieu et la religion du Diable, etc.). Lui-même s'engage dans l'armée, devient aide de camp de plusieurs généraux et se lie d'amitié avec Dubois-Crancé.
Admirateur de La Fayette et de Mirabeau en 1790-1791, puis des Girondins en 1791-1792, il s'engage le 3 août 1792, avec le grade de sous-lieutenant au 1er bataillon des volontaires de l'Hérault. À partir du 22 août 1792, à Grasse, il occupe la place d'aide-de-camp du lieutenant-général Anselme à l’armée du Midi et rencontre Dubois-Crancé. Il organise à Marseille la cérémonie en mémoire des Marseillais tués le 10 août et devient l'intermédiaire entre le club de la dite ville et l'armée. Il entre avec Anselme dans Nice, libérée des Piémontais, le 29 septembre et contribue à la mise en place du club local. Il est chargé d'emmener à Paris les drapeaux pris à l'ennemi. Chaque étape vers Paris est une occasion pour lui, de glorifier l’armée du Var dans des représentations théâtrales. Il arrive à Paris en décembre 1792.
Son évolution le porte vers les Montagnards en 1793. De retour à Nice après la disgrâce d'Anselme, Dorfeuille est attaché au général Saint-Martin[Lequel ?] par le représentant Grégoire Jagot. Il va en Corse avec ce général et de retour sur le continent il rejoint Dubois-Crancé. En septembre 1793, celui-ci nomme son « cher Dorfeuille » commissaire civil dans le district de Roanne pour organiser la levée contre Lyon et le Forez fédéraliste. Doté de pouvoirs étendus, il épure la municipalité de Roanne, constitue un comité de surveillance et une société populaire, et, à la tête de la garde nationale de Roanne, occupe Boën le 9 septembre 1793. Particulièrement enthousiaste à l'égard de Marat et d'Hébert, cet apôtre de la Nature, du Soleil et de la Raison prend part à la lutte déchristianisatrice, qu'il prolonge par une assimilation au père Duchesne, au nom duquel il écrit à Roanne.
Lorsque commence le siège de Lyon, Dorfeuille, après avoir bousculé les Montbrisonnais, marche sur la ville à la tête d'une colonne armée. Le 11 octobre 1793, par un arrêté de Couthon et Maignet, Dorfeuille est mis à la présidence de la Commission de justice populaire de Lyon, qui devient le 1er frimaire an II le Tribunal révolutionnaire de Lyon, chargée de « juger tous les individus prévenus d'avoir pris part à la contre-révolution qui s'est manifestée en la ville de Lyon, autres que ceux qui ont été pris les armes à la main ».
Dorfeuille fait la connaissance de Merle, l'accusateur public, originaire de Bâgé-le-Châtel. À Commune-Affranchie (nouveau nom de Lyon) Dorfeuille préside, le 20 brumaire an II, à la tête du club central la fête en l'honneur de Chalier, qui tourne en une mascarade antireligieuse. Il envoie par la suite, le buste de Chalier aux Jacobins de Paris dont il est membre. Dorfeuille, à Commune-Affranchie, se lance dans le journalisme, en rédigeant sous le nom de Damane 32 numéros du Père Duchesne de Lyon à partir du 21 novembre 1793. Cette activité journalistique convient parfaitement au rôle de propagandiste révolutionnaire que Dorfeuille se donne depuis 1790.
À la suite des accusations de demi-mesures de Fouché et de Collot d'Herbois à l’encontre du Tribunal présidé par Dorfeuille, ce dernier semble prendre part à la mise en place des exécutions massives des 14 et 15 frimaire an II. Dorfeuille, s'il est un homme de confiance des représentants à Commune-Affranchie, a aussi ses entrées auprès des membres de la Convention, comme sans doute à la Commune.
Dorfeuille est nommé à Commune-d'Armes pour diriger l'industrie des armes, fin frimaire an II, puis commissaire civil dans l’Ain, en nivôse an II. Membre de la société des sans-culottes de Bourg le 14 ventôse an II, il lit ce jour-là deux discours vivement applaudis à la société populaire de la ville. Puis, le 20 ventôse an II, il lit un nouveau discours lors de la fête donnée en l’honneur de l’abolition de l’esclavage à Lyon.
En relation écrite avec Pache, maire de Paris, il écrit, le 3 germinal an II, à la société de Bourg pour demander « de démasquer les traitres, de les dénoncer à l’opinion publique et de les livrer à la vengeance nationale », puis de nouveau, le 15 germinal an II, pour annoncer la promulgation du décret sur la vertu et pour dire aux sans-culottes de « surveiller les détenus de crainte que la ramification de la grande conjuration qui vient d’être découverte ne s’étende jusqu'à eux ».
De retour à Bourg le 24 germinal an II, il convoque une assemblée extraordinaire de la société des sans-culottes. Il s’étonne de la discorde qui règne au sein de la société et fait part de la tristesse d’Albitte à ce sujet, puis demande que la société députe deux de ses membres auprès du Comité de salut public pour qu’ils fassent état des principes de la société, afin de faire taire les calomnies. Puis il se rend aux Claristes pour examiner les détenus et, après l’avoir trouvé, fait la lecture de la lettre de Gauthier de Murnan et Gauthier des Orcières à la société populaire. Alors qu’il va donner les noms des personnes proposées à l’élargissement, il annonce qu’il « a été bien obsédé de jolies solliciteuses pour faire sortir des détenus ».
Il fait l’apothéose des Jacobins le 26 germinal an II à la société de Bourg. Confiant en Gauthier des Orcières, il demande que la société lui écrive pour lui annoncer qu’elle ne le croit pas capable d’une telle machination et les aide à démasquer les coupables. Le 6 floréal an II, il annonce que les détenus insultent les membres des autorités constituées dans les prisons et se prononce en faveur des membres de la municipalité appelés à Paris.
La société des sans-culottes de Treffort dit de lui, le 20 floréal an II, « qu’il a manifesté les principes du  plus ardent patriotisme et un grand amour du travail depuis qu’il habite ce département ». Il demande, le 1er prairial an II, à la société populaire de Bourg, que la conduite des gendarmes de Tournus, qui ont incarcéré les sans-culottes de Belley, soit examinée et se donne la profession de patriote.
Membre de la société des sans-culottes épurée de Bourg le 1er prairial an II. Accusé de soutenir les officiers municipaux de Bourg, il fait un discours à la société populaire de Bourg, le 1er prairial an II, dans lequel il se glorifie d’être haï par les aristocrates, « qu’il n’est pas un petit maître et qu’il ne fait pas la cour aux femmes ». Il déclare aller à Paris pour défendre les officiers municipaux de Bourg s’ils sont traduits devant le tribunal révolutionnaire et annonce son prochain départ. Puis, le 3 prairial an II, il demande à la société populaire de Bourg, alors que d’anciens fédéralistes applaudissent, d’applaudir de les avoir guillotinés.

Libelle de Dorfeuille pour se défendre des accusations qui pèse sur lui après la chute de Robespierre.
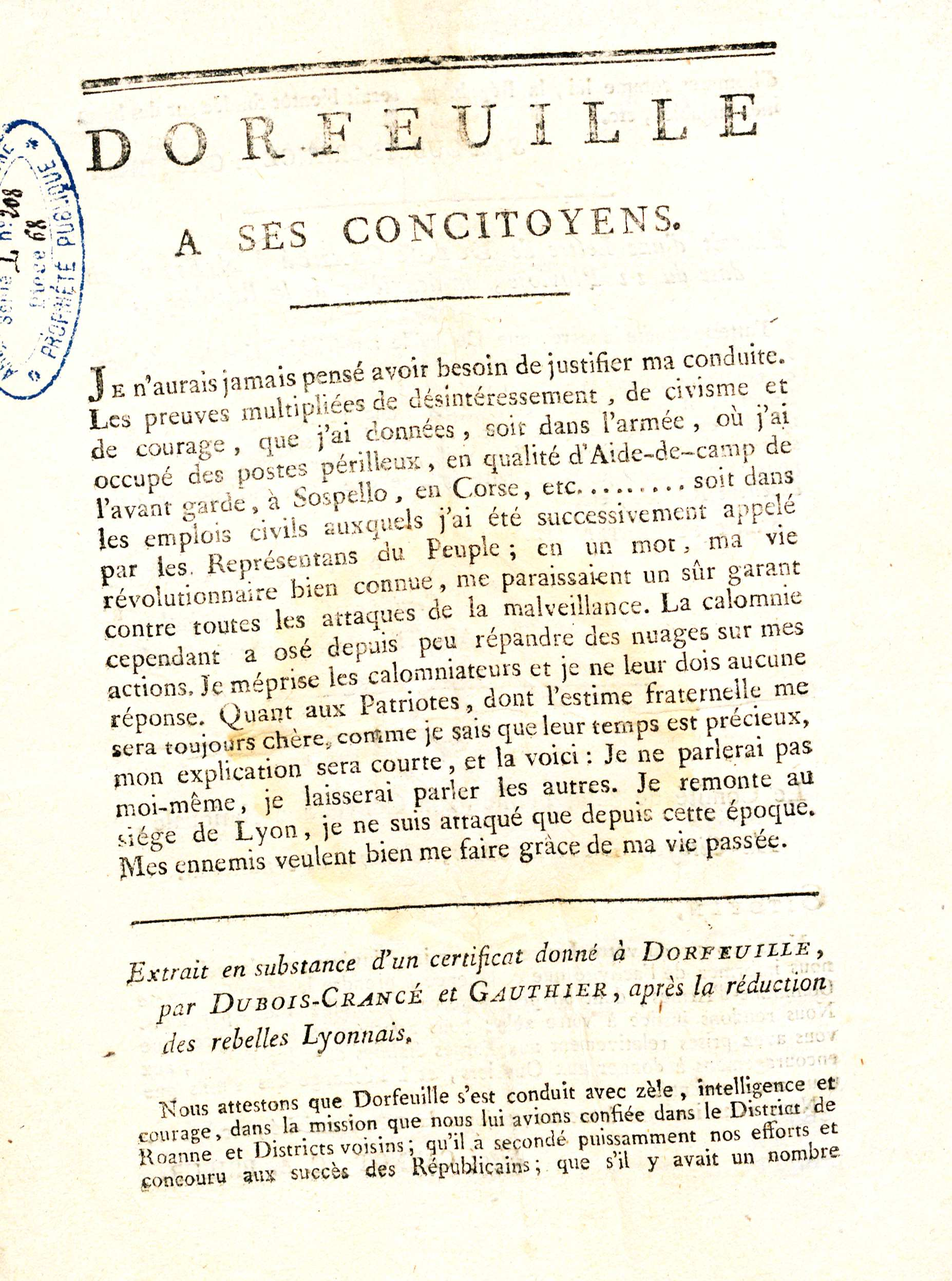
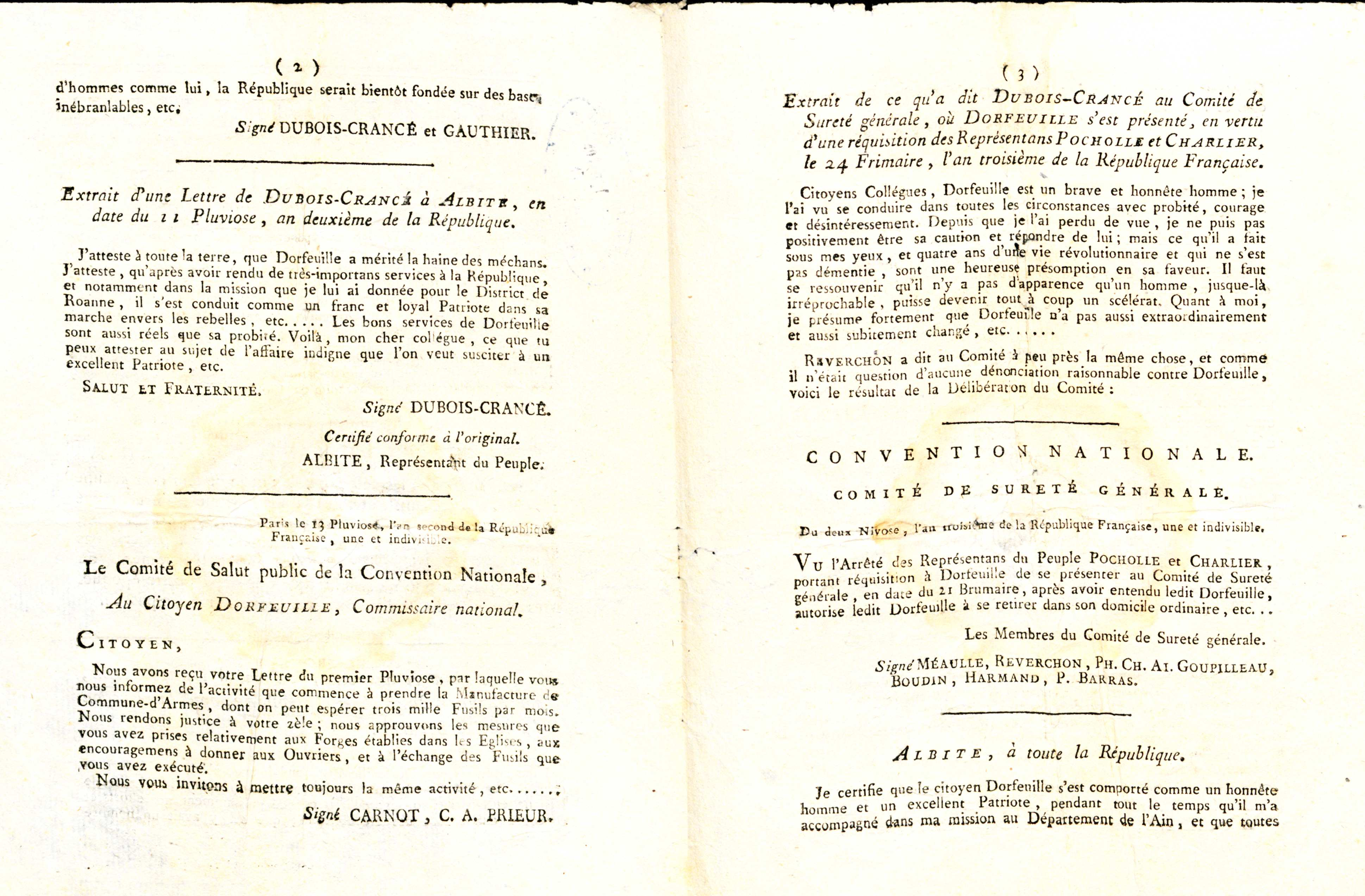
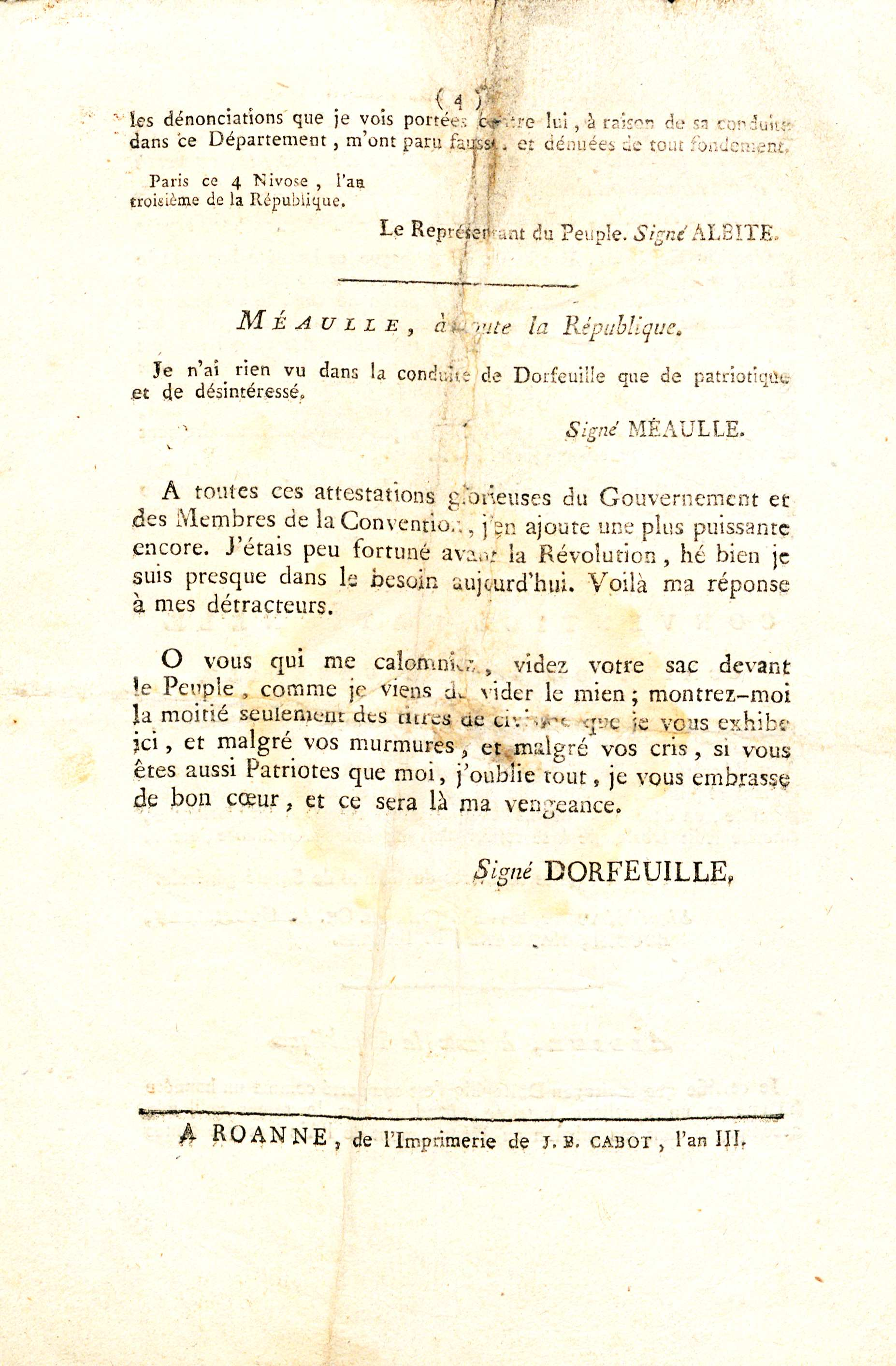

Nommé vice-président du tribunal militaire de l’armée des Alpes séant à Lyon, le 25 messidor an II, par le représentant Dupuy, il est à la société de Bourg le 29 messidor an II, où il est accueillie sous les applaudissements en même temps de Duhamel, Volland et Morand. Il se plaint à la société de Bourg, le 29 messidor an II, d’avoir été dénoncé par des citoyens de cette commune auprès du Comité de salut public à Paris. Il fait la lecture, le 3 thermidor an II, d’une lettre de la société de Reims à celle de Bourg pour l’ouverture d’une souscription pour la construction d’une frégate. 
Cet homme au prosélytisme facile ne survit pas longtemps à la chute de Robespierre. Ayant démissionné le 8 fructidor an II pour revenir à Bourg, il est dénoncé à la tribune de la société populaire de Treffort, le 20 frimaire an III, comme « l’un des chefs des intrigants qui étaient venus renforcer le parti des vandales du département de l’Ain » par le fils Mariétant qui est à Paris. Sans arrêt inquiété, malgré les appuis dont il jouit au Comité de sûreté générale, il est arrêté le 2 mars 1795, tente en vain d'intervenir auprès des représentants en mission et écrit, le 29 avril pour lui annoncer qu'il se sait condamné. Détenu avec d'autres à la Maison d'arrêt de Lyon, il est assassiné lors du massacre du 5 mai 1795, en fin d'après-midi, pendant la Terreur blanche.
Le 21 floréal an III (10 mai 1795), sa veuve, Julie Françoise Coigny (née en 1748), publie à Paris les Relations du citoyen Dorfeuille, égorgé dans les prisons de Lyon par les agens des Émigrés, récit adressé aux Conventionnels.

## Œuvres
Théâtre
- La Lanterne magique patriotique: ou, Le Coup de grace de l'aristocratie, Imprimerie de Fiévée, 1791, 21 pages

Journal
- Je suis le véritable Père Duchesne, foutre !, Commune-Affranchie, Bernard, no 25-32, 20 nivôse - 2 germinal an II

Discours, comptes-rendus
- Compte rendu au public, des conditions auxquelles les administrateurs du théâtre du Palais-Royal acceptent de se charger de l'entreprise de l'Opéra, Paris, Imprimerie de Cailleau, 1789 lire en ligne sur Gallica
- Ouverture de la salle du Palais Royal. - Compte-rendu au public des conditions auxquelles les administrateurs du théâtre du Palais-Royal acceptent de se charger de l'entreprise de l'Opéra, Paris, Imprimerie de Cailleau lire en ligne sur Gallica
- La Religion de Dieu et la religion du diable, précédée du sermon civique aux gardes nationales, Pau, J. P. Vignancour, 1791, 48 pages, lire en ligne sur Gallica
- Discours prononcé sur la place du Verney, le 30 ventôse, devant le peuple assemblé, à Chambery, département du Mont-Blanc, s.n., 3 pages
- Second sermon civique aux soldats de la république, Imprimerie de L. Potier de Lille, 1793, 8 pages
- Motion faite au club des Jacobins de Toulouse, sous la présidence de M. Saurine, à l'honneur des mânes de Lavigne et Françe, soldats nationaux de cette ville, morts victimes des ennemis de la Constitution, le 19 mars 1791, s.n., 1791 lire en ligne sur Gallica
- Dorfeuille, commissaire des représentans du peuple, aux volontaires des armées de la République, Roanne, Imprimerie de J.-B. Cabot, 1793
- Dorfeuille, commissaire des représentans du peuple, aux habitans du district de Roanne et des lieux circonvoisins, Roanne, Imprimerie de J. B. Cabot, 1793 lire en ligne sur Gallica
- Éloge funèbre de Chalier assassiné judiciairement le 16 juillet, par les aristocrates de Lyon, aujourd'hui ville affranchie, prononcé par Dorfeuille, président de la Commission de justice populaire, sur la place de la Liberté, ci-devant place de Terreaux, s.n., 1793-1794, lire en ligne sur Gallica

Récit de son épouse
- Relations du citoyen Dorfeuille, égorgé dans les prisons de Lyon par les gens des émigrés, s.n., 1795 https://gallica.bnf.fr/ark:/12148/{{{n}}}

## Pour approfondir